# Welara
Welara är en hästras av ponnytyp som har sina rötter i både England och Kalifornien i USA. Den utvecklades genom korsningar av arabiska fullblod och Welshponnyer. Lady Wentworth, ägaren till en av de mest kända arabiska fullbloden, Skowronek, var en av de första att föda upp dessa ponnyer. Rasen är relativt ny och registrerades första gången 1981. Welaran är en mycket attraktiv ras med utmärkta rörelser och en mycket muskulös exteriör.  

## Historia
Under 1920-talet började Lady Wentworth avla fram korsningsponnyer genom att korsa sin arabiska hingst Skowronek som hon köpt från Polen, med welshponnyer från det förnäma Coed Coch stuteriet i Wales. Avkommorna blev mycket attraktiva och rasen blev snabbt populär då den hade uthållighet och de vackra linjerna från araben med lugnet och humöret från Welshponnyn. 
Ett stort antal av dessa ponnyer skeppades över till Amerika och i södra Kalifornien blev rasen omåttligt populär och flera rancher började med uppfödning av rasen. Då den huvudsakliga aveln nu låg i USA och den första föreningen startades i landet så räknas USA främst som rasens hemland. Stamboken, som startades så sent som 1981, startades även i USA tillsammans med rasens förening. 

## Egenskaper
Lady Wentworth menade själv att Welaraponnyn var den vackraste ponnyn i världen. Exteriören har arabens fina och ädla linjer. Nosprofilen är inåtbuktande och ponnyerna har stora, snälla ögon. Halsen är mycket muskulös och lätt välvd medan ryggen är kort och kompakt. Benen är mycket sega och starka med hårda hovar. Welaran har ibland hovskägg på benen. Rasen är även känd för sin utmärkta hållning och goda exteriör som gör rasen mycket lämpad för ridning. Bålen är mycket djup med gott om plats för hjärtat och lungorna. 

Ponnyn har blivit populär mycket på grund av sitt utseende och sitt tålamod och lugn. Welaran är även ganska atletisk och energisk samt lättlärd och intelligent. Ponnyn passar bra för alla slags ridning med talang för banhoppning och framförallt dressyr då rasen har väldigt fina rörelser. Ponnyerna varierar i mankhöjd mellan ca 115 och 145 cm och alla hela färger är tillåtna. Brokiga färger som skäck eller tigrerad är inte önskat hos rasen. 